# Nasiternella tjederi
Nasiternella tjederi là một loài ruồi trong họ Pediciidae. Chúng phân bố ở vùng Indomalaya.